# قوانين بافلوف
نظرية بافلوف في التعلم أو نظرية الارتباط الشرطي هي نظرية تقوم أساساً على عملية الارتباط الشرطي التي مؤداها انه يمكن لأي مثير بيئي محايد أن يكتسب القدرة على التأثير في وظائف الجسم الطبيعية والنفسية إذا ما صوحب بمثير آخر من شأنه أن يثير فعلاً استجابة منعكسة طبيعية أو اشراطية أخرى.

## خلفية تاريخية
إن أول رجل درس التعلم في ظروف تجريبية حسن ضبطها كان العلامة الروسي المشهور (إيفان بافلوف) حيث قام حوالي 1900 م بدراسة عملية الهضم عند الكلب في المختبر وقام بقياس مقدار أو كمية اللعاب الذي يفرزه الكلب عند إطعامه، وفي أحد الأيام بينما كان يقترب من كلبه وبيده طبق الطعام لاحظ أن لعاب الكلب بدأ يسيل فأدرك أن مجرد رؤية الطعام تؤدي إلى إحداث الاستجابة التي تثار حين يلامس مسحوق اللحم (الطعام) لسان الكلب. وهكذا كرس بافلوف جهوده العلمية اللاحقة لدراسة هذه الظاهرة واظهار حقيقتها. ونظرية بافلوف تقوم أساساً على عملية الارتباط الشرطي التي مؤداها انه يمكن لأي مثير بيئي محايد أن يكتسب القدرة على التأثير في وظائف الجسم الطبيعية والنفسية إذا ما صوحب بمثير آخر من شأنه أن يثير فعلاً استجابة منعكسة طبيعية أو اشراطية أخرى. وقد تكون هذه المصاحبة عن عمد أو قد تقع من قبيل المصادفة.
قوانين الاشتراط عند بافلوف
اكتشف بافلوف في سياق أبحاثه التي أجراها على التعلم الشرطي عدداً من القوانين التي تفسر العلاقة بين المثيرات الشرطية وغير الشرطية وفيما يلي موجز عن كل منها:
1- قانون الاستثارة:
ويتضمن هذا القانون التعبير عن حدوث الاشتراط في حال تمت المزاوجة بين المثير الشرطي وغير الشرطي مما يؤدي إلى أن يكتسب المثير الشرطي خواص المثير اللاشرطي ويقوم مقامه.
2- قانون الكف الداخلي:
إذا تكرر ظهور المثير الشرطي لفترة من الزمن دون تعزيز بالمثير الطبيعي فان الفعل المنعكس الشرطي يضعف ويضمحل تدريجياً وفي النهاية ينطفئ أي لا تظهر الاستجابة الشرطية فإذا تكرر قرع الجرس دون تقديم الطعام فان كمية اللعاب تأخذ بالنقصان شيئاً فشيئاً حتى تتوقف تماماً.
3- قانون التعزيز:
إن التعزيز شرط لابد منه لتكوين الفعل المنعكس الشرطي ويقصد بذلك تتابع الموقف على نحو يكون فيه التعزيز هو الخيط الذي يوحد عناصر الموقف ويجعل منها كتلة سلوكية ترابطية.
4- قانون التعميم:
ويعني هذا القانون أنه حينما يتم اشتراط الاستجابة لمثير معين فان المثيرات الأخرى المشابهة للمثير الأصلي تصبح قادرة على استدعاء نفس الاستجابة. بعد أن يتعلم الكلب الاستجابة لقرع الجرس بإفراز اللعاب فانه يستجيب بعد ذلك بإفراز اللعاب عند سماعه لأصوات مشابهة لصوت الجرس. وهذه الظاهرة ظاهرة التعميم تلاحظ كثيراً في سلوك الحيوان والإنسان. فالطفل الذي يخاف نوعاً من الحيوانات يستجيب بالخوف لحيوانات مشابهة لهذا النوع.
5- قانون التمييز:
وهو قانون مكمل لقانون التعميم فإذا كان التعميم استجابة للتشابه بين المثيرات فان التمييز استجابة للاختلاف بينها بمعنى أن الكائن الحي يستطيع في هذه العملية أن يميز بين المثيرات الموجودة في الموقف بشكل لا يصدر الاستجابة إلا للمثير المفرز وبالتالي لا تبقى إلا الاستجابة المفرزة بينما تنطفئ الاستجابات الأخرى غير المفرزة.
وتعد عملية التمييز متأخرة أو تالية لعملية التعميم حيث لا يستطيع الطفل على سبيل المثال القيام بعملية التمييز بدقة بين المثيرات إلا في مرحلة متقدمة من النمو. فبعد أن كان الطفل يخاف من جميع الحيوانات المشابهة للحيوان الذي كون لديه استجابة الخوف يبدأ في إصدار استجابات الخوف على نفس الحيوان فقط.
التعلم ونظرياته
عبد الحكيم السلوم